# Rasponi (famiglia)
Quella dei Rasponi è una famiglia ravennate esistente a partire dal 1300 circa, quando assunse questo cognome, in seguito al trasferimento da Forlì a Ravenna, la famiglia dei Torelli, attestata fin dal XII secolo.

## Storia
I primi esponenti della famiglia Rasponi furono notai, rettori di chiese e militi, subordinati alla famiglia dei da Polenta. Crebbero in ricchezza e potenza per diventare all'inizio del XVI secolo una delle famiglie più ricche della Romagna. Nel corso dei decenni successivi furono protagonisti di accese lotte per la signoria di Ravenna, spesso a fianco del Papa e in contrasto con la fazione capeggiata dai Lunardi. Ancora all'inizio del XIX secolo la famiglia era la più potente della città e i suoi membri furono protagonisti delle vicende politiche dell'epoca napoleonica e della fase successiva.

## Esponenti illustri
- Cesare Maria Antonio Rasponi (1615-1675), cardinale
- Cristino Rasponi (1776-1845), mecenate e collezionista
- Giulio Rasponi (1787-1876), che sposò la figlia di Gioacchino Murat
- Cesare Rasponi Bonanzi (1822-1886), politico
- Gioacchino Rasponi Murat (1829-1877), tra i più attivi sostenitori dell'unità d'Italia e poi ripetutamente eletto deputato. La famiglia è più tardi proseguita nella sola discendenza femminile.[2]
- Achille Rasponi Murat (1835-1896), senatore del Regno d'Italia